# Antalsenhet
Antalsenhet (även kallat mängdmått, mängdenhet eller antalsmått) är måttenheter för att ange mängder av vissa typer av fysiska objekt, oftast produkter som används i handel.

## Omräkningstabell för någraäldreoch nyare svenska stycketal
- 1 back
  - av trä (i början av 1900-talet när dricka kördes ut med häst och vagn, familjärt kallad soffa) för 50 st 33 cl-flaskor öl eller läskedryck
  - av trä (i slutet av 1900-talet) för 25 st 33 cl-flaskor
  - av plast, utan fack (infördes när "träsoffan" togs ur bruk) för 25 st 33 cl-flaskor öl eller läskedryck
  - av plast, med fack (infördes för att den passar på en EUR-pall) för 20 st 33 cl-flaskor öl eller läskedryck
- 1 bal
  - (skrivpapper, tryckpapper m m) = 10 ris (antal ark varierar beroende på papperskvalitet)
  - 32 rullar hushållspapper
  - 64 rullar toalettpapper
  - 10 stycken (tyg; styckets längd beror på tygets art, se stycke nedan)
- 1 rulle = 100 frimärken (tidigare sammanhängande remsa med perforering åtskiljande märkena; senare operforerade självklistrande märken ett och ett på ett bärband)
- 1 bok =
  - 20 ark makulatur och filtrerpapper
  - 24 ark skrivpapper (kallas ibland amerikansk bok)
  - 25 ark tryckpapper (kallas ibland svensk bok),
  - 48 ark postpapper (vanligen kvalitet 40 gram, ibland kallat genomslagspost)
- 1 ris = 20 böcker (antal ark varierar, se bok ovan)
- 1 bunt =
  - 500 ark kopiatorpapper (vanligen kvalitet 80 gram)
  - 300 hopnitade lösblad oblekt toalettpapper (niten utgörs av en järntråd, som slutar i en ögla för upphängning på en krok eller spik)
  - 24 sillar
  - 15 yard bomullstyg
- 1 börda = 24 st gärdesgårdstörar
- 1 dussin = 12 st
- 1 däcker = 10 hudar eller skinn av större djur. Mindre djur, se timmer nedan
- 1 gross = 12 dussin = 144 st
- 1 flak ("lock") = 24 burkar öl eller läsk på en bricka av wellpapp
- 1 gång (uttolkas omgång) =
  - 44 hjulekrar (11 st per hjul till vagn med 4 hjul)
  - 4 vagnshjul (= så många som behövs till 1 vagn)
  - 4 hästskor (= så många som behövs till 1 häst),
  - 24 hästskosöm (så många som behövs för att sko 1 häst)
  - 4 strumpstickor (senare 5 st)
- 1 litet hundrade = 100 st
- 1 stort hundrade = 6 tjog = 10 tolfter = 120 st
- 1 kartong = 5 buntar kopiatorpapper
- 1 kast = 4 st strömmingar (så många som kan hållas mellan ena handens fingrar)
- 1 klove = 120 st torkade fiskar
- 1 kull = 12 ägg (bygdemål i Småland)
- 1 lägg = 16 sidor efter upprepad falsning av ett tryckark (vanligast, men 8 sidor (större färdigformat) och 32 sidor (mindre färdigformat) förekommer
- 1 par = 2 st
- 1 skock = 60 st
- 1 stycke =
  - 10 m kläde (= ylletyg)
  - 15 alnar lärft (8,91 m) eller 10 yard (9,14 m)
- 1 timmer = 40 skinn av mindre djur, exempelvis ekorrar. Större djur, se däcker ovan
- 1 tjog = 20 st
- 1 tolft = 12 st (oftast antal bräder)
- 1 val = 20 kast = 80 strömmingar (ibland 15 kast = 60 strömmingar)
- Lin
  - 1 hand (ibland kallad handell och handfull). Ett obestämt antal uppryckta strån, som ryms i en hand.[1] Antalet strån varierar stort med handens storlek, som kan vara mycket olika hos skilda individer.
  - 1 lókk = 2 händer [1]
  - 1 limme är en större bunt, som består av ett antal händer. Antalet varierar allt efter trakten:[2]
    - 24 händer (ca ½ lispund viktualievikt, drygt 4 kg) i Kalmar län och södra Halland.
    - 30 händer i Östergötland, kallas där 1 brue. 1 brue = 2 bröt, även kallat lockar.
    - 32 händer i Bohuslän, norra Halland, Småland och Västergötland.

  - 1 lima = 20 fitjor (linstrån) i Gästrikland. Lima torde vara samma ord som limma.
  - 1 lajma = 20 lindockor i östra Dalarna. Lajma och lima är troligen samma ord. Jfr garndocka.
- 1 kue = 8 sädeskärvar ställda samman till en liten rund hög på åkern, dialektalt i Halland.[3]
- 1 mol = 6,022 140 857 · 1023 stycken molekyler (kemi)